# Eduard López-Chávarri i Marco
Eduard López-Chavarri i Marco (València, 29 de gener de 1871 - València, 28 d'octubre de 1970) va ser un compositor, escriptor i teòric musical valencià.

## Vida i obra
Va començar els seus estudis musicals a València, de la mà de Francesc Antich i posteriorment a Barcelona amb Felip Pedrell. Després va perfeccionar els seus estudis a Alemanya, amb Salomon Jadassohn, i després a Itàlia i França. Va alternar els estudis musicals amb els estudis de dret, obtenint-ne la llicenciatura. Posteriorment, l'any 1900 es va doctorar per la Universitat Central de Madrid. Entre els anys 1896 i 1908 va exercir d'advocat fiscal substitut de l'Audiència de València. També va estudiar dibuix a l'Escola Superior de Belles Arts de Sant Carles, destacant com un bon dibuixant.
Es va veure influït pel corrent modernista, establint amistat amb els capdavanters del moviment a Madrid i Barcelona. Per exemple va cultivar una entranyable amistat amb Apel·les Mestres i Santiago Rusiñol. També es va relacionar amb Joaquim Mir, Enric Granados, Enric Morera i Lluís Millet. Ell va ser qui, l'estiu del 1904, va fer conèixer el País Valencià a Hermen Anglada-Camarasa, que després prendria molt sovint motius de l'Horta valenciana com a pretextes plàstics per a la seva obra.
La seua activitat en els seus 99 anys de vida és la d'un erudit: va fer treballs com a periodista al diari Las Provincias, va fer traduccions - destacant biografies de compositors com ara Beethoven, César Franck i Paul Dukas -, va escriure obres de teoria de l'estètica i teoria musical i de creació literària, tant en català com en castellà i, finalment, es va dedicar a la composició. S'ha destacat la seua important preparació cultural i el contacte continu que va mantenir amb els nous corrents estètics europeus al llarg de tota la seua vida.
L'any 1910 va guanyar la càtedra d'Estètica i Història de la Música al Conservatori Superior de Música de València.
Va compondre obres per a piano, orquestra, música de cambra i per al teatre, en les quals sovint utilitza els temes populars valencians. En aquest sentit, cal destacar el seu interés pel folklore, que va impulsar a realitzar diversos viatges per les comarques valencianes amb l'objectiu de recopilar i transcriure els cants populars. Cal destacar la seua tasca en la recuperació i restauració del patrimoni musical lligat a la festa del Corpus Christi de València: el 1949 va restaurar la dansa de la Moma, i deu anys després va concloure la restauració dels Misteris del Corpus.
Es va casar amb la soprano Carmen Andújar, amb la qual va realitzar una important gira de concerts per Anglaterra. És pare del també compositor i periodista Eduard López-Chávarri Andújar.
L'any 1996 la Generalitat Valenciana va adquirir la seua biblioteca, composta de 3.500 volums, entre els quals destaca una important col·lecció d'obres musicològiques, i més de 4.500 partitures.

## Distincions
- Membre d'Honor de la Facultat d'Arts de Londres
- Acadèmic de l'Acadèmia de Belles Arts de Sant Carles, de València
- Acadèmic de l'Academia de Bellas Artes de San Fernando, de Madrid
- Acadèmic de Belles Arts de Còrdova
- Acadèmic de l'Acadèmia de Bones Lletres de Barcelona
- Creu d'Alfons X El Savi
- Membre d'Honor del Consell Superior d'Investigacions Científiques
- Medalla d'Or del Cercle de Belles Arts de València
- Creu Roja del Mèrit Militar en Campanya, 1909

## Obra musical destacada

### Música simfònica
- Valencianes, per banda (1909)
  - En la muntanya
  - Festa: dansa d'Albaida
  - Interior: Lo ball dels nanos
- Aquarelles Valencianes, per a orquestra de corda (1910)
  - Cançó
  - Estival
  - Dansa
- Antiguos Abanicos, Suite, (1911-12)
- Rapsodia de Pascua, per a piano i orquestra (1922)
- Concierto per a piano y orquestra de corda (1928)
  - Allegro non tropo
  - Les barraques de Bonrepòs (andante tranquilo)
  - Finale (popular) Allegro vivace
- Tres impresiones (1933)
- Concierto Hispánico, per a piano i orquestra (1941)
- Concierto Breve, per a piano i orquestra (1943)
- Dos improvisata (1949)
- Concert per a arpa i orquestra de corda
- Sinfonia Hispánica
- Divertimento per a orquestra

### Piano
- Cuentos y Fantasias (1915)
- Dansa d'Albaida (1943)
- Tres impresiones
- Líriques

### Veu i cor
- Ofrena,[1] obra religiosa que s'interpreta avui dia en la festa de la Mare de Déu dels Desemparats
- Llegenda, (1909), sobre text de Teodor Llorente, estrenada amb ocasió de l'Exposició Regional Valenciana, per a cor i orquestra
- Cantar de la Guerra (1938-40)
- Misa Bernarda, (1940)
- Himno de Epifanía

### Música de Cambra
- Obres diverses per a violoncel i piano, violí i piano, quartet de corda, guitarra, clarinet, etc.

### Obres líriques
- Terra d'horta, il·lustracions musicals en 1 acte sobre llibret de Joan Baptista Pont i Moncho, (1907)
- Targetes postals (1927)
- Cuentos y fantasias (1963)

## Obra literària destacada
- El Anillo del Nibelungo / Tetralogia de Richard Wagner, estudi sobre aquesta obra, Madrid (1902)
- Vademecum Musical, València (1906)
- Les Escoles Populars de Música, Barcelona (1906)
- Contes lírics, (1907)
- Historia de la Música, Barcelona (1914-16)
- De l'horta i de la muntanya, (1916)
- Música popular española, (1927)
- Proses de viatge, (1929)
- Compendio de Historia de la Música, Madrid (1930)
- Nociones de Estética de la Música, Madrid (1930)
- Chopin, Valencia (1950)
- Los Misterios del Corpus de Valencia, València (1956)
- De terres d'Àfrica, inèdit
- De terres del Mogreb, inèdit
- L'anhel d'Itàlia, inèdit